# Transferència nuclear de cèl·lula somàtica
Consisteix a extreure el nucli cel·lular a partir d'una cèl·lula somàtica, en general una cèl·lula de la pell.
Aquest nucli conté tota la informació genètica necessària per a produir l'organisme. Aquest nucli s'injecta en una òvul de la mateixa espècie del qual s'ha eliminat el seu propi material genètic. En teoria, l'òvul pot ser implantat a l'úter d'un animal de la mateixa espècie on es desenvoluparà. L'animal resultant serà un clon gairebé genèticament idèntic a l'animal del qual es va prendre el nucli. L'única diferència és causada per qualsevol ADN dels mitocondris que es reté en l'òvul. A la pràctica, aquesta tècnica ha estat fins ara problemàtica, malgrat que hi ha hagut alguns èxits d'alt perfil, com és el cas de l'ovella Dolly i, més recentment, Snuppy, el primer gos clonat.